# Михайлівська (Краснодарський край)
Миха́йлівська (рос. Михайловская) — станиця в Курганинському районі Краснодарського краю. Центр Михайлівського сільського поселення.
Населення — 10,1 тис. мешканців (2005).
Станиця розташована на річці Чамлик (притока Лаби), у степовій зоні, за 14 км північніше районного центру — міста Курганинськ.